# Markt 20 (Plau am See)

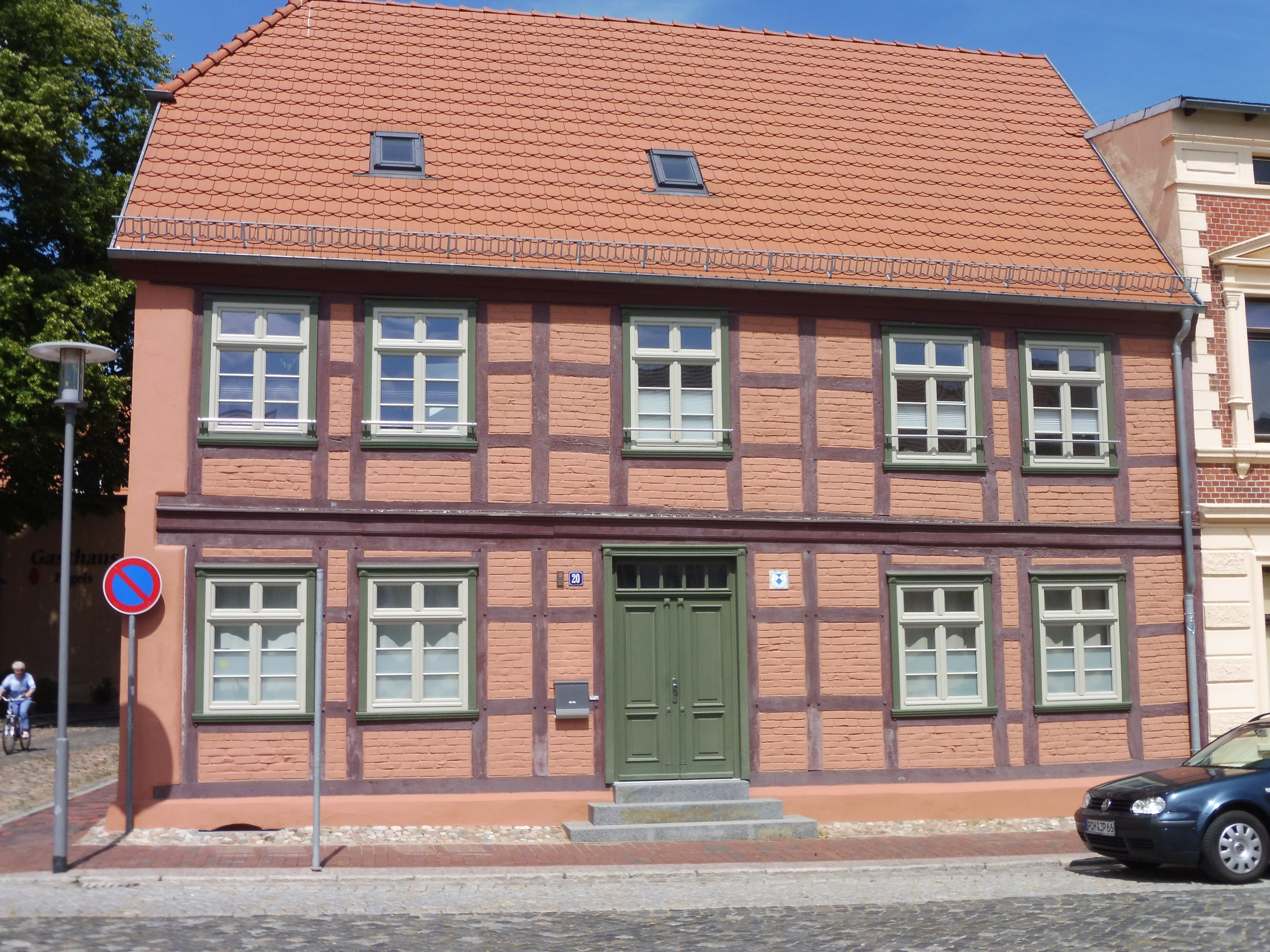

Das Wohnhaus Markt 20 in Plau am See (Mecklenburg-Vorpommern) an der Ecke Kirchstraße wurde nach dem Stadtbrand von 1756 gebaut.
Das Gebäude steht unter Denkmalschutz.

## Geschichte
Plau am See ist im 13. Jahrhundert entstanden und wurde 1235 erstmals als Stadt erwähnt.
Das zweigeschossige Fachwerk-Eckgebäude mit Ausfachungen aus Stein und einem Krüppelwalmdach mit Giebel zur Kirchstraße stammt aus dem 18. Jahrhundert. Es wurde 2018/20 im Rahmen der Städtebauförderung saniert.